# Martinlamitzer Forst-Süd

Lage des gemeindefreien Gebiets Martinlamitzer Forst-Süd im Landkreis Wunsiedel im Fichtelgebirge

Der Martinlamitzer Forst-Süd ist ein 8,47 km² großes gemeindefreies Gebiet im Landkreis Wunsiedel im Fichtelgebirge in Bayern.

## Geographie
Der Martinlamitzer Forst-Süd ist ein Forstgebiet im Westen von Selb. Er schließt sich südlich an den Landkreis Hof an. Der Name bezieht sich auf die Ortschaft Martinlamitz, einen Ortsteil von Schwarzenbach an der Saale im Landkreis Hof.

## Schutzgebiete

### Geotope
- Ehemaliger Granitbruch Wolfsgarten (Geotop-Nummer 479A011)
- Ehemalige Granitbrüche Neudesberg (Geotop-Nummer 479A010)